# Бервард Шенк фон Дьонщедт
Бервард Шенк фон Дьонщедт (на немски: Berward Schenk von Dönstedt; † ок. 1544) е благородник от стария род Шенк Дьонщет фон Флехтинген в Саксония-Анхалт, наследствен шенк на манастир Халберщат и наследствен кемерер на Курмарк.
Той е син на Якоб Шенк фон Дипен († 1521) и съпругата му Левеке фон Ягов († сл. 1543), дъщеря на Улрих фон Ягов († сл. 1540) и едле херин Анна Ганз цу Путлитц (* пр. 1471). Внук е на Рудолф Шенк фон Флехтинген и фон Алвенслебен, дъщеря на барон Лудолф IV фон Алвенслебен († 1476) и Анна фон Бюлов-Щайникенбург († 1473). Правнук е на Вернер Шенк фон Флехтинген, господар в Дипен и Еркслебен († сл. 1418).
Дядо му Рудолф Шенк построява палат Флехтинген, синовете му вземат кредит от 300 златни гулден. През 1526 г. Боргвард Шенк построява крило в тогавашния замък.

## Фамилия
Бервард Шенк фон Дьонщедт фон Флехтинген се жени ок. 1521 г. за Хиполита фон Венкщерн (* пр. 1504), дъщеря на Ханс фон Венкщерн († пр. 1529) и Илза фон Бодендик. Те имат децата:
- Керстен (Карстен) Шенк фон Дипен-Флехтинген (* 1523; † 28 май 1571), женен 1555 г. за Катарина фон Бюлов-Гартов (1531 – 1575), дъщеря на Вико/Виктор фон Бюлов-Гартов († 1546) и Маргарета фон Маренхолц († 1584); имат 2 сина и дъщеря.
- Анна фон Шенк цу Дьонщедт-Флехтинген (* ок. 1544; † 25 април 1595)
- София Шенк фон Дьонщедт (* пр. 1571), омъжена пр. 1600 г. за Адолф фон Хонродт (* пр. 1576; † 1 март 1611, Велтхайм)